# Eugenia uruguayensis
Eugenia guabiju popularmente conhecida como guabijuzeiro ou guabiju é uma espécie de árvore da família Myrtaceae.

## Sinônimos
A espécie Eugenia uruguayensis possui 8 sinônimos reconhecidos atualmente.
- Eugenia batucaryensis O.Berg
- Eugenia calycosema O.Berg
- Eugenia guabiju O.Berg
- Eugenia maschalantha O.Berg
- Eugenia opaca O.Berg
- Luma calycosema (O.Berg) Herter
- Luma opaca (O.Berg) Herter
- Luma uruguayensis (Cambess.) Herter